# Joseph de Maimieux
Joseph de Maimieux, född 1753, död 1820, var en fransk adelsman, officer och lingvist.
Maimieux emigrerade till Tyskland vid tiden för Franska revolutionen men återvände till Frankrike 1797. Han uppfann ”ett slags universellt språksystem”, dvs. en pasigrafi, som han utvecklade i boken Pasigraphie ou Premiers éléments du nouvel art-science, d’écrire et d’imprimer en une langue, de manière à être lu et entendu dans toute autre langue sans traduction (Paris 1797) och kompletterade vidare i Pasigraphie et pasilalie (Paris, år VII) och Carte générale pasigraphique (1808).
Det har menats att de Maimieux hjälpte general Firmas-Périés att skriva sin Pasitélégraphie. Han var medlem av Société des observateurs de l'homme.